# Thievery Corporation
Thievery Corporation – amerykański duet muzyczny, utworzony w 1995 roku w Waszyngtonie przez dwóch didżejów: Roba Garzę i Erica Hiltona. Zespół tworzy nowoczesną muzykę elektroniczną downtempo z elementami dubu, acid jazzu wykorzystując elementy muzyki jamajskiej (reggae) i brazylijskiej (bossa nova) oraz egzotyczne instrumenty (w tym sitar). Garza i Hilton często zapraszają do współpracy artystów, reprezentujących różne style i kultury muzyczne. Byli wśród nich między innymi: Bebel Gilberto, Natalia Clavier, Emilíana Torrini, Anoushka Shankar, Perry Farrell i David Byrne. Założyli i prowadzą również własną wytwórnię płytową, Eighteenth Street Lounge Music.
Od 2005 roku zespół współpracuje ze Światowym Programem Żywnościowym organizując zbiórki funduszy przeznaczonych działalność i nagrywając dla niego reklamy społeczne.

## Historia i twórczość

### Rob Garza
Rob Garza (ur. 1970) już w dzieciństwie intensywnie słuchał muzyki. Jego ojciec był zapalonym melomanem. Kolekcjonował nagrania The Beatles, The Drifters, Sama Cooke’a, Roya Orbisona, Henry’ego Manciniego, Harry’ego Belafonte. Matka Garzy pochodziła z Meksyku, więc interesowała się bardziej muzyką swego kraju, szczególnie balladą. Kiedy rodzina przeniosła się do Connecticut, Rob poszedł do jednej z najlepszych szkół w Stanach Zjednoczonych, która miała w programie muzykę elektroniczną jako przedmiot fakultatywny. W wieku 14 lub 15 lat zaczął eksperymentować z automatami perkusyjnymi, sekwencerami, syntezatorami modularnymi i magnetofonami szpulowymi. Doświadczenia te doprowadziły go do muzyki elektronicznej.

### Eric Hilton
Eric Hilton (ur. 1967, Rockville) mając 18 lat przeprowadził się do Waszyngtonu, gdzie znalazł pracę jako DJ w okolicznych klubach oraz organizator imprez w opustoszałych domach towarowych.

### Thievery Corporation

#### Powstanie zespołu i własnej wytwórni płytowej
Rob Garza i Eric Hilton spotkali się w 1995 roku, kiedy zostali zaproszeni przez ich wspólną przyjaciółkę do klubu muzycznego Eighteenth Street Lounge w Waszyngtonie, będącego popularnym miejscem spotkań muzyków i miłośników nocnego życia. Hilton przed otwarciem klubu był wraz z kolegą DJ-em organizatorem przyjęć i różnych imprez muzycznych. Miał też studio nagrań, w którym wcześniej nagrywał Garza, jednak obaj nigdy wcześniej się nie spotkali. Połączyła ich wspólna pasja do bossa novy. Zaczęli tworzyć muzykę elektroniczną, ponieważ obaj byli znudzeni muzyką techno, wydawaną w połowie lat 90. na EP-kach. Postanowili założyć zespół, któremu dali nazwę Thievery Corporation. Poszukiwali jednocześnie wytwórni, która podjęłaby się wydawania nagrań zespołu. Jednak po rozmowach i zapoznaniu się z warunkami umowy zrezygnowali z tego pomysłu.

To zabawne, ponieważ ci ludzie próbując cię zarejestrować obiecują ci wszystko. Potem czytasz umowę i tego wszystkiego nie ma. (…) Mają cię na własność, twoją kreatywność, twój twórczy produkt, bez względu na to, co robisz. To niewolnictwo, jeśli o mnie chodzi.

Wyciągając wnioski z tych doświadczeń postanowili założyć w siedzibie klubu własną, niezależną wytwórnię, dając jej taką samą nazwę.

Robienie wszystkiego niezależnie, to jedna z tych rzeczy, z których jesteśmy najbardziej dumni. Możemy sprzedać tyle płyt, ile mamy i mieć ludzi cieszących się naszą muzyką, i robić to wszystko bez jakiejkolwiek umowy z wielką wytwórnią.

#### Debiut płytowy (1996)
Thievery Corporation zadebiutował w 1996 roku albumem Sounds from the Thievery Hi-Fi, który zadedykował jednemu z mistrzów bossa novy, Antôniowi Carlosowi Jobimowi. Album wydany został w 2 wersjach: jako podwójny longplay oraz CD. Obie wersje zwierały 13 utworów. Na wznowieniu, wydanym w 1998 roku, znalazło się 14 utworów (niektóre w nowych wersjach), natomiast na wznowieniu z 2014 roku (podwójny LP) – 17. Jedno z nagrań z debiutanckiego albumu, „Shaolin Satellite”, znalazło się na DJ-Kicks, DJ-skim albumie duetu Kruder & Dorfmeister, wydanym w tym samym roku. Zespół zaproponował muzykę instrumentalną, utrzymaną w stylu pośrednim między trip hopem a acid jazzem. Sounds from the Thievery Hi-Fi zyskał po latach miano klasyka ery downtempo/trip hopu, pośród dzieł takich zespołów jak Massive Attack i Portishead.
Po wydaniu debiutanckiego albumu podpisał kontrakt nagraniowy z wytwórnią 4AD, po czym rozpoczął pracę nad nowym albumem. Jego wydanie jednak opóźniło się, ponieważ taśmy z nagraniami zostały skradzione w wyniku napadu rabunkowego. Jako jego namiastkę zespół wydał w kwietniu 1999 roku remix album (DJ mix) Abductions and Reconstructions.

#### The Mirror Conspiracy(2000)
Drugi album studyjny zespołu, The Mirror Conspiracy, ukazał się w roku 2000. Zadebiutowała na nim wokalistka irańskiego pochodzenia, Lou Lou Ghelichkhani. Związała się ona z zespołem na dłużej, śpiewając na poszczególnych albumach po francusku, angielsku i persku. Utwór „Lebanese Blonde” z The Mirror Conspiracy znalazł się na ścieżce dźwiękowej Garden State z filmu Powrót do Garden State z 2004 roku, zaś album otrzymał w tym samym roku nagrodę Grammy w kategorii: Best Compilation Soundtrack Album For A Motion Picture, Television Or Other Visual Media.
Rosnąca popularność Thievery Corporation skłoniła obu muzyków do wydania w 2001 roku jeszcze jednego DJ mixu, Sounds from the Verve Hi-Fi.

#### The Richest Man in Babylon(2002)
W 2002 roku ukazał się studyjny album The Richest Man in Babylon oraz kolejne DJ mixy The Outernational Sound i Babylon Rewound, oba z 2004 roku. Pierwszy z nich ugruntował pozycję Thievery Corporation jako czołowego popularyzatora muzyki brazylijskiej, w tym bossa novy. 19 października 2002 roku doszedł, jako pierwszy i jedyny spośród albumów zespołu (stan na 2020) do 1. miejsca na liście Heatseekers Albums tygodnika Billboard.
Po 9 latach od wydania pierwszego albumu Thievery Corporation znalazł własne miejsce na szerszej scenie muzyki elektronicznej. Dokonało się to w dużej mierze dzięki niektórym koledżom, niekomercyjnym rozgłośniom radiowym, pozytywnym opiniom ustnym oraz udostępnianiu piosenek dla ścieżek dźwiękowych i reklam TV. Potwierdziły to także wyprzedane trasy koncertowe zespołu oraz sprzedaż płyt. Według danych Nielsen SoundScan trzy pierwsze albumy studyjne zespołu sprzedały się w liczbie 372 tysięcy egzemplarzy (do lutego 2005).

Thievery Corporation znaczą dla nas wszystko. Odpowiadają oni za dużą część naszej całkowitej sprzedaży muzyki elektronicznej

#### The Cosmic Game(2005)
W nagraniu wydanego w 2005 roku albumu The Cosmic Game wzięli udział wokaliści Perry Farrell, Wayne Coyne z The Flaming Lips i David Byrne. 12 marca tego samego roku album doszedł do 1. miejsca na liście Dance/Electronic Albums tygodnika Billboard.

#### Radio Retaliation(2008)
Album Radio Retaliation z 2008 roku zawierał polityczne odniesienia do ówczesnej kampanii wyborczej. Rob Garza stwierdził, iż album jest „zdecydowanie wyrazistym, politycznym oświadczeniem”, które ukazało się we właściwym momencie, gdy zawieszono stosowanie Habeas Corpus Act, zleca się stosowanie tortur, prowadzone są wojenne agresje, panuje kryzys paliwowy, żywnościowy i gospodarczy. Eric Hilton ze swej strony dodał, iż poza kilkoma niezależnymi bastionami przestała istnieć wolność muzyczna czy informacyjna w amerykańskich mediach. Wolności te zostały wykupione, skonsolidowane i zhomogenizowane. Radio Retaliation traktuje o odpływie tych, którzy skłonni są przyznać, iż z oficjalną wersją kultury i informacji stało się coś niedobrego. Album został nominowany do nagrody Grammy w kategorii: Best Recording Package.
Rok 2009 upłynął pod znakiem promocji nowego albumu, głównie poprzez trasy koncertowe. Okazało się, że został on dobrze przyjęty.

To fantastyczne wyjść i zobaczyć, jak publiczność była naprawdę otwarta na tę płytę i po prostu uwielbiała wiele piosenek”

1 sierpnia tego samego roku zespół na zaproszenie Paula McCartneya zainaugurował jego koncert w Landover w stanie Maryland. Rok 2010 Garza i Hilton przeznaczyli na nagranie kolejnego albumu studyjnego.

#### Culture of Fear(2011)

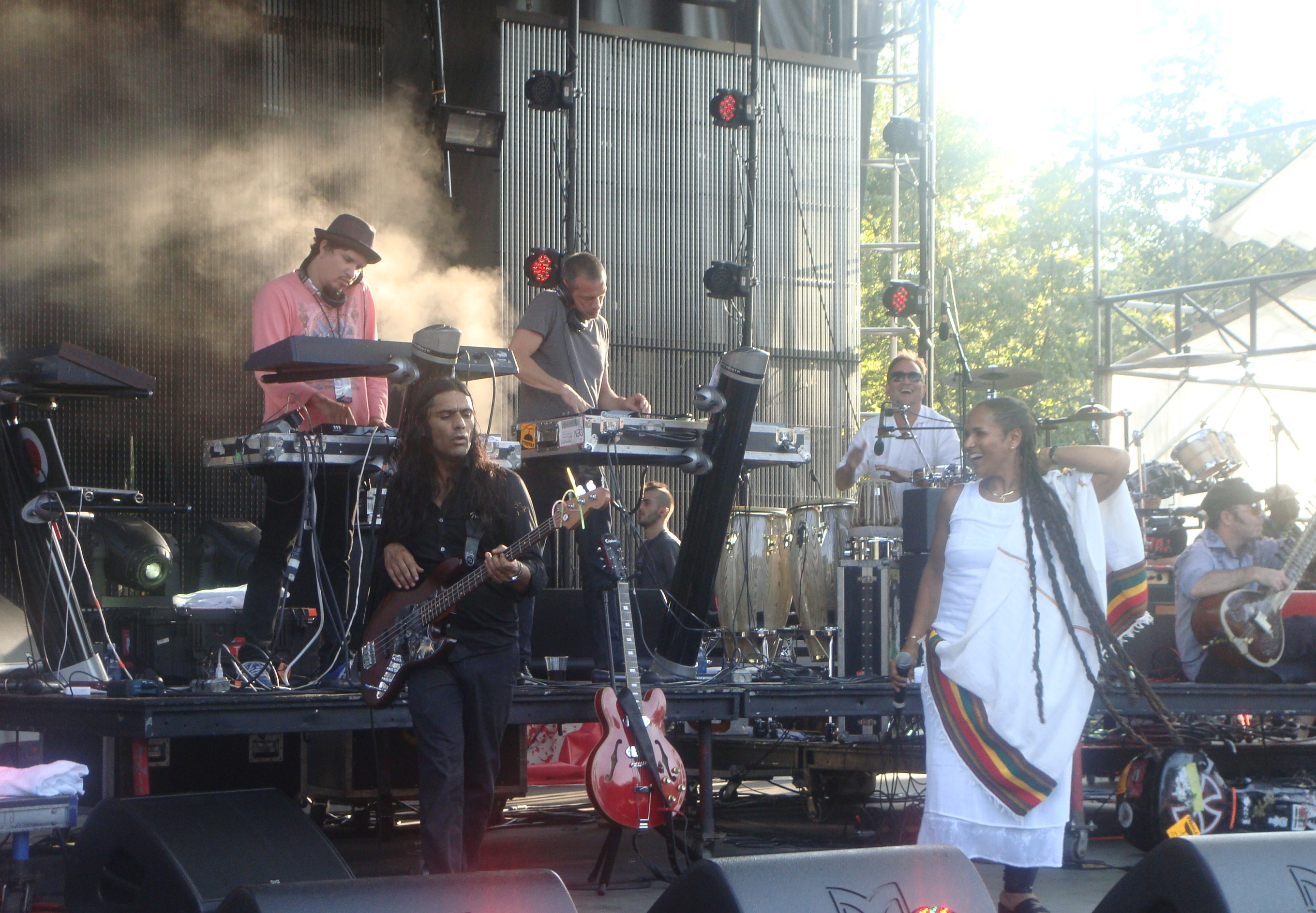
Thievery Corporation (Virgin Mobile Fest, 2010)

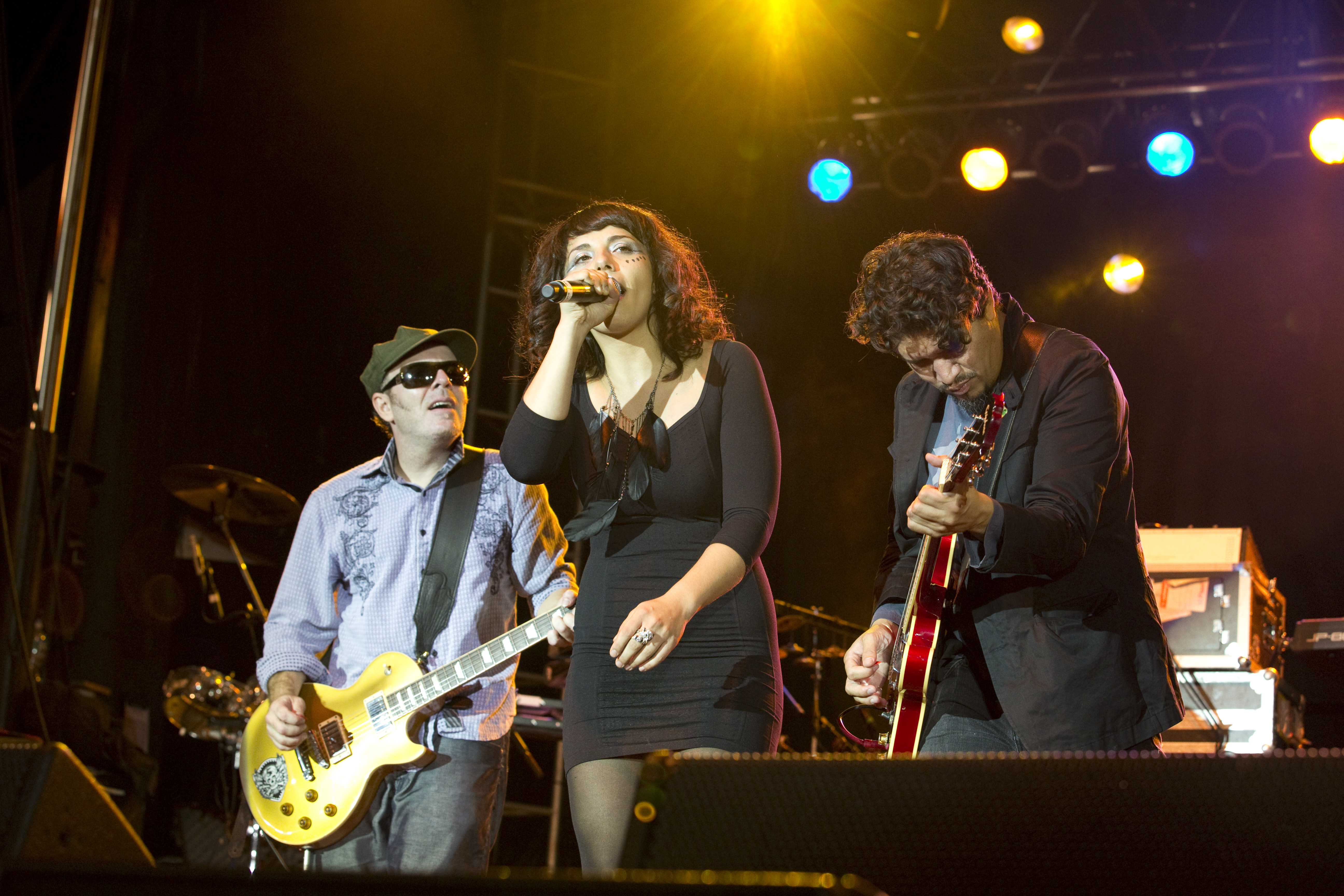
Thievery Corporation (2012)

Wyjaśniając tytuł albumu, Culture of Fear (Kultura strachu) Hilton stwierdził, iż powodem jego użycia było powszechne odczucie, że po zamachu z 11 września ludzie żyli w poczuciu strachu, który był nieco sztuczny. Na ludzki lęk, że może wydarzyć się kolejny atak terrorystyczny, nałożyły się obawy o pewność pracy w najbliższej przyszłości oraz o stabilność pieniądza i rynku. Na ogół jednak ludzie, zdaniem Hiltona, pozostali sobą, a zespół był wszędzie przyjaźnie przyjmowany, nawet w takich miejscach jak Rosja czy kraje arabskie. Pomimo tytułu, Culture of Fear nie jest tak nacechowany politycznie, jak poprzedni album zespołu. Choć  takie utwory jak „Overstand”, „False Flag Dub” czy „Culture of Fear” kontynuują tematykę Radio Retaliation, to większość utworów, w tym „Take My Soul”, „Where It All Starts”, „Is It Over?” i „Safar (The Journey)” stanowią typowe dla duetu, ciężkie nagrania z uwodzicielskim wokalem LouLou Ghelichkhani i Shany Halligan. Od strony muzycznej Culture of Fear nie stanowi zaskoczenia. Nie wytycza nowych granic, ani nie zawiera nowych pomysłów. Od strony brzmieniowej jest połączeniem brzmienia rzeczywistych instrumentów (jak gitary, na których grają Federico Aubele i Rob Myers) z elektronicznymi teksturami i frazami obejmującymi style od brazylijskiej bossa novy do starego jamajskiego dubu.

#### Saudade(2014)
Po politycznych aluzjach zespół powrócił do muzyki brazylijskiej, wydając w 2014 roku pod szyldem własnej wytwórni ESL Music siódmy studyjny album, Saudade, którego portugalski tytuł oznacza pragnienie czegoś co zginęło lub kogoś, kto zginął, zadowolenie z melancholii, czy brak obecności. Na Saudade zespół osiągnął przy pomocy kilkunastu zaproszonych muzyków delikatny, głęboko zmysłowy dźwięk, będący kwintesencją bossa novy. Uwidoczniły się wpływy klasycznych artystów brazylijskich, takich jak Antônio Carlos Jobim, Gal Costa i Luiz Bonfá czy przedstawicielki electro-samby, Isabelle Anteny, ale także takich muzyków jak: Serge Gainsbourg i Ennio Morricone (utwór „Sola In Citta”). Poszczególne utwory zaśpiewały wokalistki: Lou Lou Ghelichkhani, Elin Melgarejo, Karina Zeviani, Natalia Clavier i Shana Halligan, natomiast obu muzyków wspomagali między innymi perkusista Michael Lowery, argentyński piosenkarz i autor piosenek Federico Aubele oraz brazylijski perkusista Roberto Santos.

#### Temple of I & I(2017)
Wydany w 2017 roku ósmy album studyjny, The Temple of I & I zespół zrealizował na Jamajce, gdzie podczas sesji nagraniowej mógł w pełni wykorzystać własne doświadczenia w zakresie muzyki dub i reggae. Jak stwierdził w wywiadach Rob Garza, około 90 procent materiału muzycznego albumu powstało w Port Antonio, ponieważ to portowe miasto wciąż emanuje, jego zdaniem,  prawdziwym, pierwotnym duchem wyspy. Jamajskie inspiracje słyszalne są w takich elementach brzmieniowych i stylowych jak dubowy puls, rapowanie, dźwięk basów przeplatający się z pogłosami bębnów, elektroniczne raggamuffin i ciepłe, niemal piosenkowe reggae. Wśród wykonawców pojawili się zarówno artyści znani z dotychczasowej współpracy z zespołem, jak: Rob Myers, Notch, Mr. Lif, Puma Ptah, Lou Lou Ghelichkhani, Zeebo i Elin Melgarejo, jak i nowi, w tym błyskotliwa wokalistka, była miss Jamajki Racquel Jones.
W okresie od 15 lutego do 5 marca 2017 roku Thievery Corporation zagrał szereg koncertów w Europie, promujących nowo wydany album. Jeden z nich, mający miejsce w londyńskiej hali Roundhouse, 5 marca, został zarejestrowany i wydany w listopadzie tego samego roku przez wytwórnię Live Here Now jako Live From London Roundhouse 2017.

#### Treasures from the Temple(2018)
20 kwietnia 2018 roku ukazał się na rynku dziewiąty album studyjny zespołu, zatytułowany Treasures from the Temple i dostępny jako: CD, podwójny LP oraz digital download. Wszystkie wersje albumu zawierają 12 oryginalnych nagrań i remiksów z sesji nagraniowej Temple of I & I, dokonanych z udziałem tych samych wokalistów (Mr. Lif, Sitali, Racquel Jones, Natalia Clavier, Lou Lou Ghelichkhani i Notch). 13 marca rozpoczęto przyjmowanie zamówień przed oficjalnym ukazaniem się wydawnictwa na rynku.

#### Symphonik(2020)
15 maja 2017 roku Thievery Corporation we współpracy z kompozytorem-rezydentem Masonem Batesem dał koncert w John F. Kennedy Center for the Performing Arts w Waszyngtonie. W trakcie występu zaprezentował, po raz pierwszy w swojej karierze, własne kompozycje w aranżacji na pełną orkiestrę symfoniczną. Piosenki wybrane z całego okresu działalności zostały przerobione na dłuższe wersje i wykonane z większym rozmachem. Pozytywne doświadczenia z tego koncertu zainspirowały zespół do nagrania albumu studyjnego. Album Symphonik, zrealizowany z praską FILMHarmonic Orchestra zawiera 11 opracowanych na nowo utworów, wybranych z trwającej ćwierć wieku kariery Thievery Corporation. Wśród nich znalazły się takie hity jak „Sweet Tides” i „Lebanese Blonde”. Album ukazał się 3 kwietnia 2020 roku nakładem wytwórni Eighteenth Street Lounge Music w 3 wersjach: CD, podwójny LP oraz digital download (FLAC). Poszczególne utwory zaśpiewali soliści znani z wieloletniej współpracy z zespołem: Natalia Clavier, Shana Halligan, LouLou Ghelichkhani, Elin Melgarejo, Mr. Lif, Puma Ptah i Frank Orrall. Przy okazji premiery albumu Rob Garza zapowiedział powrót zespołu do działalności koncertowej w 2021 roku.
W 2022 roku do składu koncertowego Thievery Corporation dołączył basista Dan Africano (grający wcześniej z Ghost Light), natomiast perkusista Jeff Franca został regularnym współpracownikiem zespołu Billy & The Kids. Na początku stycznia 2024 roku Rob Garza zapowiedział trasę koncertową zespołu, 2024 Tour, po Kanadzie i Stanach Zjednoczonych, mającą trwać od 3 stycznia do 3 listopada.

## Muzycy towarzyszący

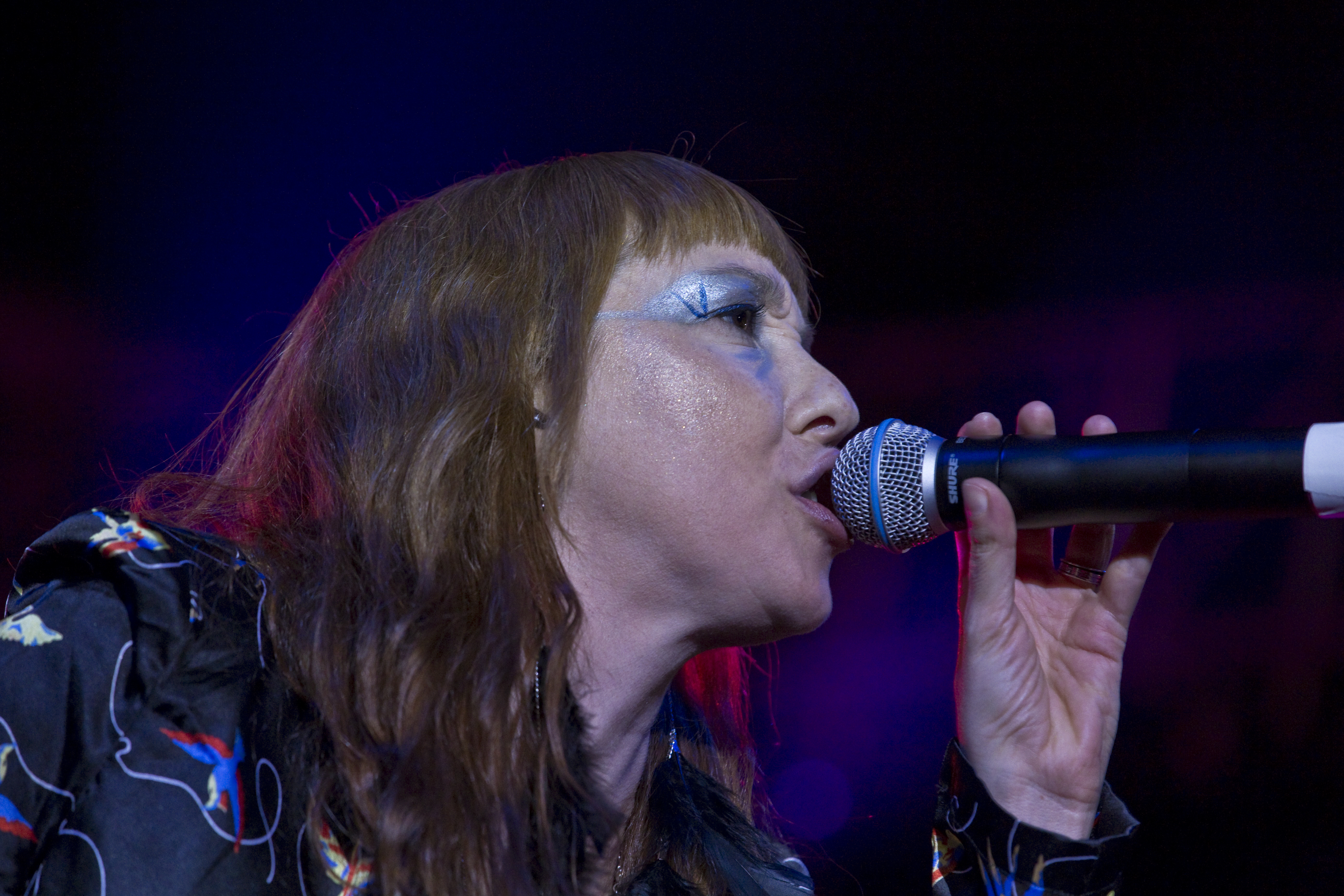
Natalia Clavier, jedna z solistek zespołu

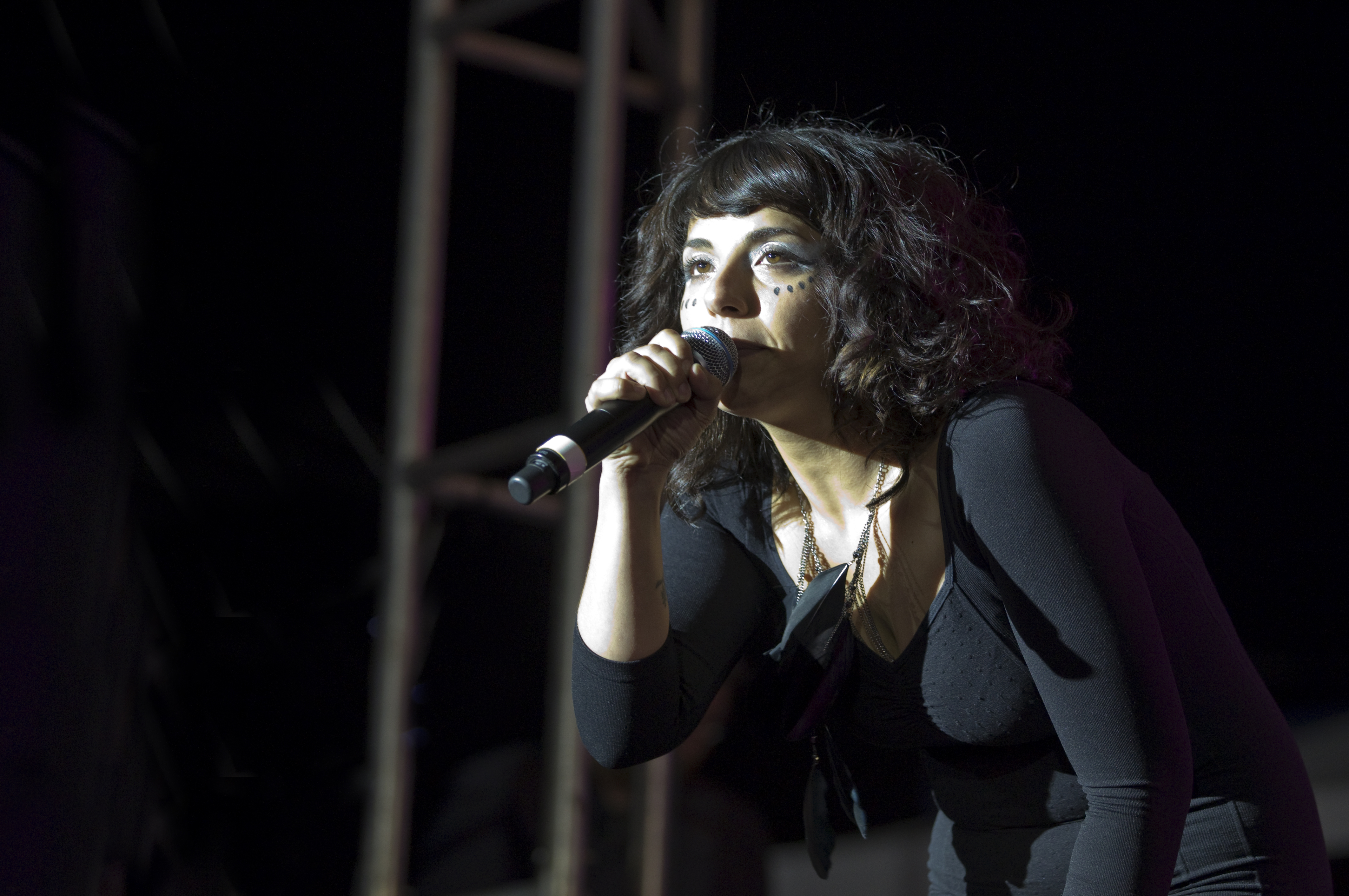
Lou Lou Ghelichkhani, jedna z solistek zespołu

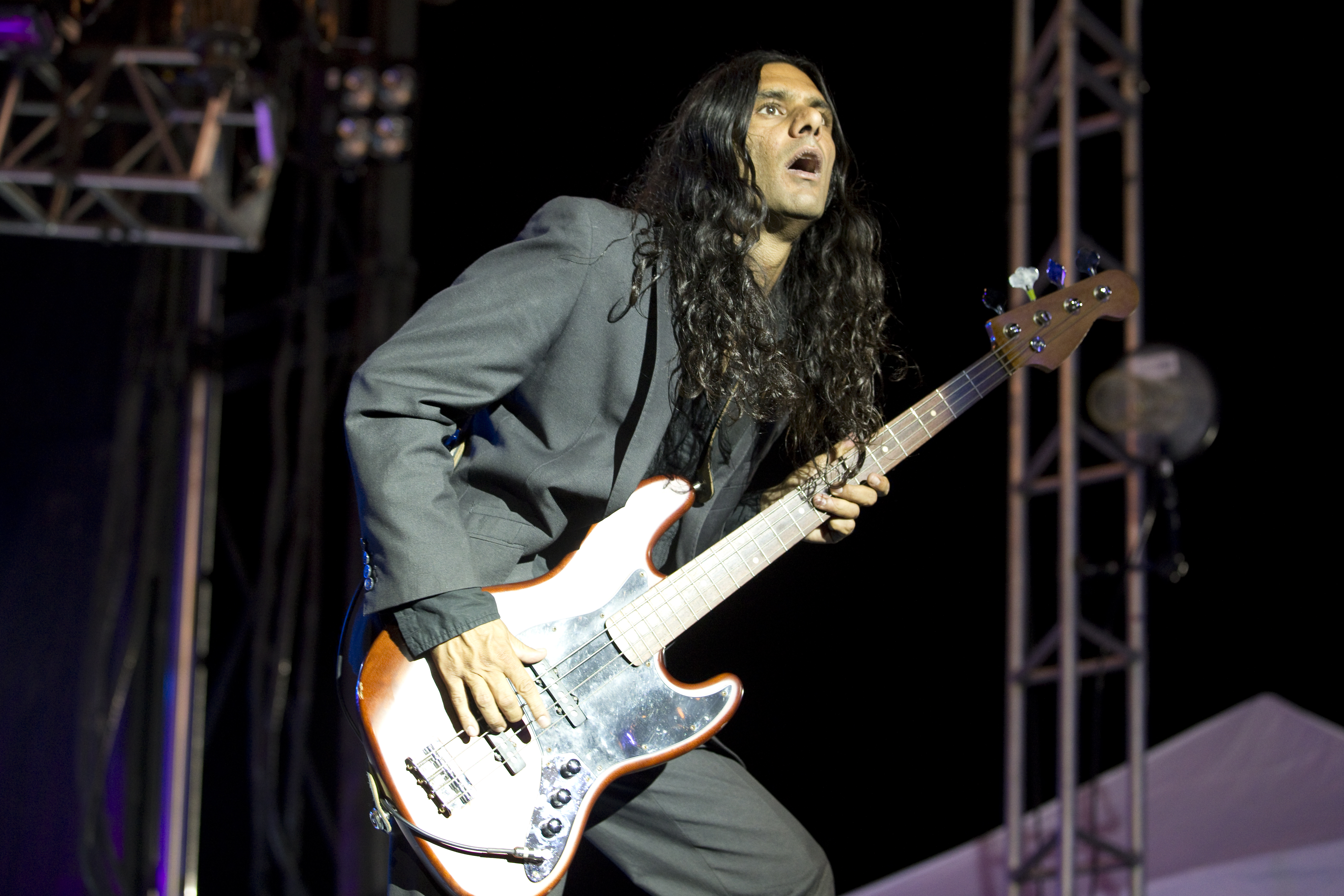
Ashish Vyas, basista zespołu (od 2004)

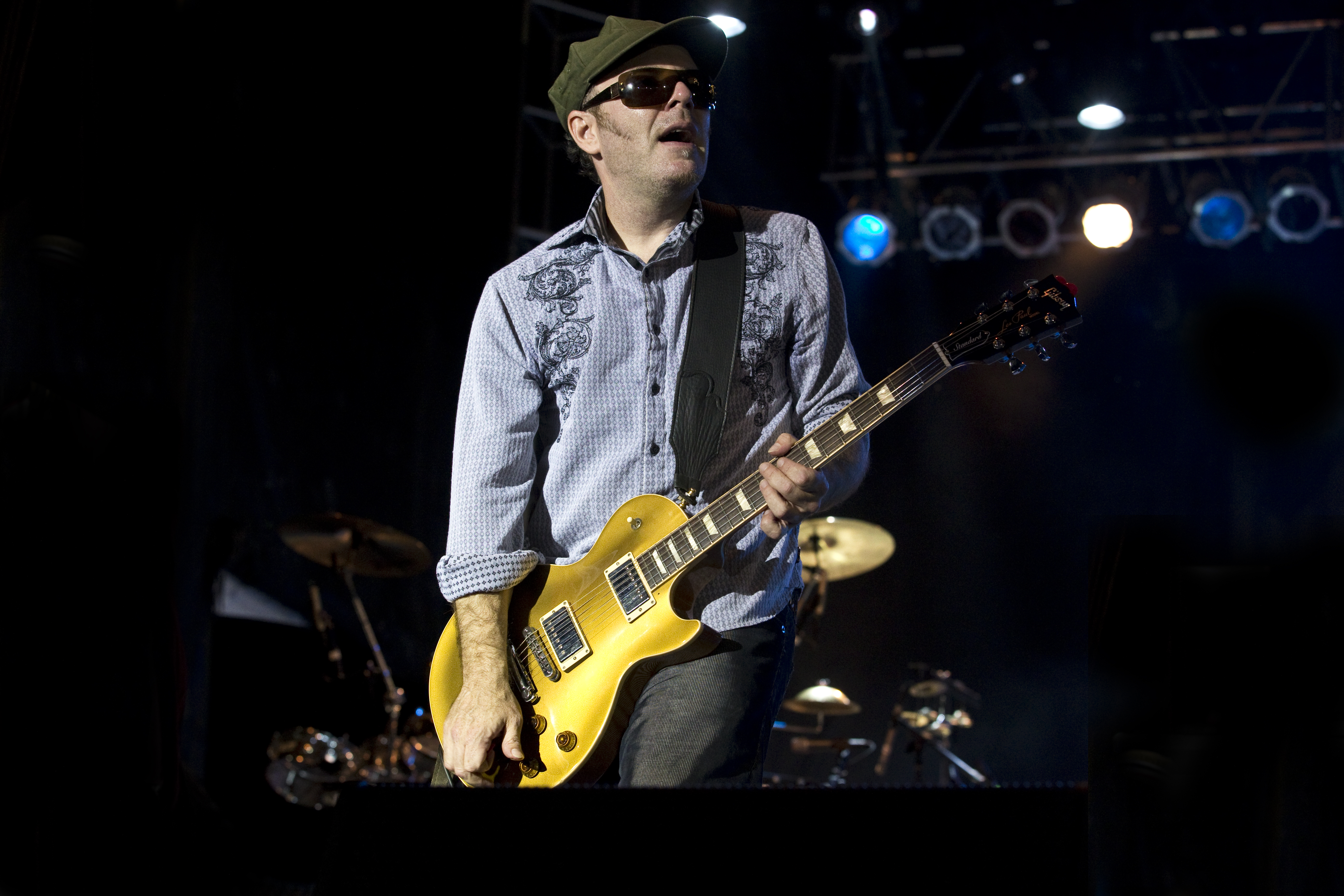
Rob Myers, gitarzysta i sitarzysta zespołu

Choć zespół tworzą tylko dwaj muzycy, to zarówno w studiu nagraniowym, jak i na scenie występują w większym składzie. Przez ponad 20 lat z zespołem współpracowali między innymi:
- śpiew: Hutchy, Bebel Gilberto, Pam Bricker, Brother Jack, LouLou Ghelichkhani, Emilíana Torrini, Patrik De Santos, Verny Varela, Shinehead, Sleepy Wonder, Notch, Ras Pidal, The Flaming Lips, Perry Farrell, David Byrne, Gigi Rezende, Sista Pat, Jana Andevska (również skrzypce), Archie Steele, Dexter Archer, Femi Kuti, Seu Jorge, Chuck Brown, Tamara Wellons, Mr. Lif, Shana Halligan, Chris "Ras Puma" Smith, Sylvia Bernice Eberhardt, Karina Zeviani, Elin Melgarejo, Natalia Clavier, Racquel Jones, Laura Vall
- sitar: Rob Myers, Ustad Amir, Arjuna Pashwami, Anoushka Shankar
- gitara: Chris Vrenios, Ramon Gonzales, Steven Albert, Chuck Brown, Federico Aubele, Jeff "Jahlex" Alexander, Rob Myers, Conrado Bokoles, Mateo Monk
- gitara basowa: Desmond Williams, Steven Albert, Ashish Vyas, Conrado Bokoles, Justin Parrott, Gianmaria Conti, Stephen 'Big Yard' Samuels, Dan Africano
- instrumenty klawiszowe: Desmond Williams, Wayne Wilentz, Verny Varela, Darrell Burke, Will Rast, Enea Diotaiuti
- instrumenty perkusyjne: Javier Miranda, Roberto Berimbao, Rene Ibanez, John Nelson, Roberto Santos, Frank Orrall, Andy Cazedo, Swamp Guinee
- perkusja: Jim West, Jeff Franca, Andrew Black, Mike Lowery
- rogi: Rick Harris, Frankie Addison, Harold Little, Kelvin Sampson, Brad Clements, Bryan Mills, Jim McFalls, Craig Madley, Dave Finnel, Frank Mitchell, Joe Herrera, Matt Rippetoe
- organy: Will Rast
- wiolonczela: Chet Peterson, Phillip Peterson[31]

## Muzyka zespołu i inspiracje
Nie jesteśmy wielkimi fanami zimnej, nagranej uprzednio na taśmie muzyki. W rzeczywistości termin „elektroniczna” działa na niekorzyść muzyki, bo ludzie później myślą o elektronice, a nie o ludzkich istotach tworzących muzykę. Muzyka elektroniczna może być przecież bardzo osobistą muzyką.

Inspirując się twórczością brytyjskich artystów triphopowych, takich jak Massive Attack, Tricky i Portishead, Thievery Corporation z powodzeniem połączył rytmy downtempo i elektroniki z brzmieniami reggae i rhythm and bluesa, tworząc piosenki, które były zarówno wymagające muzycznie, jak i nadawały się doskonale do tańca. Ponadto, bardziej niż jakikolwiek inny zespół od czasów U2, członkowie duetu zawsze pisali teksty, które odzwierciedlały ich radykalne poglądy polityczne, przy jednoczesnym zachowaniu brzmienia, który czyniło ich przesłanie atrakcyjnym.
Rob Garza wyjaśniając powodzenie muzyki proponowanej przez Thievery Corporation, stwierdził, iż przyjęta formuła dwuosobowego zespołu pozwoliła im obu na swobodę twórczą. Obaj z partnerem nigdy nie czuli się skrępowani jednym szczególnym brzmieniem, mogli natomiast pozwolić sobie na eksplorowanie różnych fascynujących, muzycznych klimatów. W swej twórczości wykorzystywali tak różnorodne gatunki muzyczne jak: space rock, hip-hop, indyjski trip hop, dub, francuskie piosenki miłosne czy shoegaze łącząc je z niezwykłą spójnością w całość. Nie brali pod uwagę ograniczeń, czy aktualnych trendów. Nigdy nie interesowało też ich dopasowywanie się do przemysłu muzycznego. Jako czynnik inspirujący ich do dalszego tworzenia tego typu muzyki Garza wymienił również szerokie spektrum współpracowników zespołu; obaj cenią sobie współpracę z artystami ze wszystkich środowisk kulturowych, społecznych i politycznych. Za równie znaczące osiągnięcie, co tworzoną muzykę, uważają swoją publiczność, którą cechuje jeszcze większa różnorodność i zróżnicowanie wiekowe.
Eric Hilton ze swej strony również stwierdził, że obaj z Robem Garzą interesują się różnymi rodzajami muzyki: rockiem, muzyką jamajską i europejską easy listening. Podkreślił znaczenie muzyki jamajskiej dla ukształtowania się wielu technik dubowych i studyjnych w muzyce elektronicznej XXI wieku, zaznaczając przy tym, że dla ich obu jest ona tylko elementem ich twórczości, składającym się, obok innych, na ostateczny produkt muzyczny. Jako przykład udanego połączenia różnych wpływów muzycznych podał piosenkę „The Forgotten People” z albumu Radio Retaliation, utwór trip hopowy z dość ciężkimi breakbeatami, arabsko brzmiącą perkusją i riffami.

## Instrumentarium
Ponieważ w muzyce tworzonej przez zespół dużą rolę odgrywają samplingi, Garza i Hilton użyli do nagrania dwóch pierwszych albumów samplera Akai MPC 3000. Później używali stacji roboczych z wbudowanym instrumentami klawiszowymi i samplerami. Obecnie (2017 rok) używają stacji roboczej Ensoniq ASR-10.

## Obecność w mediach
- Piosenka „Indra” (album The Mirror Conspiracy, 2000) została w ścieżce dźwiękowej filmu Vanilla Sky[34].
- Piosenka „Lebanese Blonde” znalazła się w ścieżce dźwiękowej do filmu Powrót do Garden State (2004)[11].
- Piosenka „Until The Morning” została wykorzystana w reklamie samochodu Fiat Croma[35].

## Współpraca ze Światowym Programem Żywnościowym
Na początku 2005 roku zespół zebrał w popularnym waszyngtońskim klubie 9:30 Club fundusze w wysokości 30 tysięcy dolarów na rzecz prowadzonej przez Światowy Program Żywnościowy akcji pomocy dla ofiar tsunami. Był to początek jego współpracy z tą organizacją. Od tego czasu zespół nagrał dla Światowego Programu Żywnościowego szereg audiowizualnych reklam społecznych, uczestniczył też w różnych przedsięwzięciach związanych z gromadzeniem funduszy. Garza odwiedził tereny, na których Światowy Program Żywnościowy prowadził działalność (Kenia, Sudan, Nepal). Stwierdził, iż głód nie zna granic, a pokonując go można osiągnąć znaczący postęp ludzkości w dziedzinie zdrowia, edukacji i rozwoju ekonomicznego.

## Dyskografia

### Albumy
- 1996 – Sounds from the Thievery Hi-Fi[31]
- 2000 – The Mirror Conspiracy
- 2002 – The Richest Man in Babylon
- 2005 – The Cosmic Game
- 2008 – Radio Retaliation
- 2011 – Culture of Fear
- 2014 – Saudade
- 2017 – The Temple of I & I
- 2018 – Treasures from the Temple
- 2020 – Symphonik

### Albumy koncertowe
- 2017 – Live From London Roundhouse 2017[31]

### Składanki nagrań własnych
- 2010 – It Takes a Thief[31]

### Składanki nagrań innych artystów
- 2002 – Sounds from the Verve Hi-Fi[31]

### Miksy didżejskie
- 1999 – Abductions and Reconstructions[31]
- 1999 – DJ-Kicks
- 2004 – The Outernational Sound
- 2004 – Babylon Rewound (remiks The Richest Man in Babylon)
- 2005 – Perfect Remixes Vol. 4
- 2006 – Versions

### Inne
- ESL Resident (rok nieznany)[31]

### Single i EP-ki
- 1996 – „ESL Dubplate”[37]
- 1996 – „The Foundation”
- 1996 – „Shaolin Satellite”
- 1996 – „2001 Spliff Odyssey”
- 1997 – „Encounter In Bahia”
- 1998 – „Lebanese Blonde”
- 1998 – „.38.45” (A Thievery Number)
- 1998 – „Shaolin Satellite”
- 1998 – „Shaolin Satellite” / „So Vast As The Sky”
- 1998 – „So Com Vocé” (Bebel Gilberto) / „Samba Tranquille” (Thievery Corporation)
- 1998 – „Halfway Around The World”
- 1998 – „Incident At Gate 7”
- 2000 – „Shadows Of Ourselves”
- 2000 – „Sound File 001”
- 2000 – „Sound File 002”
- 2000 – „The Lagos Communiqué”
- 2000 – „DC 3000”
- 2002 – „The Richest Man In Babylon”
- 2004 – „Revolution Solution” (śpiew: Perry Farrell)
- 2005 – „The Heart’s A Lonely Hunter”
- 2005 – „Warning Shots”
- 2005 – „The Time We Lost Our Way”
- 2005 – „Sol Tapado”
- 2006 – „Originality”
- 2007 – „Supreme Illusion”
- 2008 – „Radio Retaliation Extras” (4xMP3)
- 2009 – „Sound The Alarm” / „La Femme Parallel”
- 2011 – „Vampires”
- 2012 – Fragments.Ascension (EP, Thievery Corporation i Tycho)
- 2012 – Culture Of Fear (EP)
- 2013 – „El Pueblo Unido”
- 2014 – „Le Destin” / „Never Is The Best Day”
- 2014 – „Depth Of My Soul”
- 2016 – „Letter To The Editor”
- „All That We Perceive” (rok nieznany)